# Saison 24 de South Park
Chronologie
Saison 23 Saison 25
La vingt-quatrième saison de la série télévisée d'animation américaine South Park est diffusée entre le 30 septembre 2020 et le 16 décembre 2021. Les  deux premiers ont été diffusés sur Comedy Central, les deux suivants sont des exclusivités à la suite d’un accord entre (Trey Parker et Matt Stone) et Paramount+. La saison comporte 4 épisodes, elle est la saison la plus courte de la série.

## Promotion
La saison a été annoncé le 16 septembre 2020 le jour de la sortie de la bande-annonce Spécial Pandémie.
Les créateurs de la série ayant été ralenti par l'arrivée de la pandémie de Covid-19, ils ont annoncé sortir un épisode spécial le 30 septembre, puis un second 6 mois plus tard,. Les 2 traite du coronavirus et les conséquences du confinement. 

## Épisodes
| № | # | Titre                                              | Réalisation | Scénario    | Audiences (millions) | Première diffusion |
| --- | - | -------------------------------------------------- | ----------- | ----------- | -------------------- | ------------------ |
| 308 | 1 | Spécial Pandémie The Pandemic Special              | Trey Parker | Trey Parker | 2.30                 | 30 septembre 2020  |
| Vivant très différemment le confinement, les élèves de l'école de South Park sont obligés de revenir au collège. Randy profite de la pandémie de Covid-19 pour créer une nouvelle vente spéciale, mais peu à peu, il se rend compte qu'il est à l'origine de tout ce qu'il s'est passé à Wuhan. |   |                                                    |             |             |                      |                    |
| 309 | 2 | Spécial Vaccination South ParQ Vaccination Special | Trey Parker | Trey Parker | 1.74                 | 10 mars 2021       |
| L'amitié entre Stan, Kyle, Cartman et Kenny ne tient plus, ils doivent pourtant se racheter auprès des professeurs et leur procurer des vaccins car à la suite d’une blague des garnements. La professeure habituelle a été remplacée par M. Garrison qui a perdu les élections, les parents refusent que leurs enfants soient éduqués par un ancien Président incompétent et décident pour la plupart de recruter des profs à domicile qui s'avèrent être des partisans de QAnon. |   |                                                    |             |             |                      |                    |

### Épisodes spéciaux
| № | # | Titre                                                                                  | Réalisation | Scénario    | Première diffusion |
| --- | - | -------------------------------------------------------------------------------------- | ----------- | ----------- | ------------------ |
| 310 | 3 | South Park: Post Covid                                                                 | Trey Parker | Trey Parker | 25 novembre 2021   |
| 40 ans après les événements du Spécial Vaccination, Stan se retrouve alcoolique. Kyle devient conseiller du futur en école, Cartman a le mieux réussi à fonder une famille. Kenny lui est devenu riche mais est mort récemment, les 3 anciens amis se retrouvent dans South Park et découvrent que la mort de Kenny cache quelque chose de plus profond. |   |                                                                                        |             |             |                    |
| 311 | 4 | South Park: Post Covid: Le Retour du Covid South Park: Post Covid: The Return of Covid | Trey Parker | Trey Parker | 16 décembre 2021   |
| Stan et Kyle découvrent que l'assistant de Kenny qui savait beaucoup de choses sur son projet n'est autre que Butters se faisant appeler maintenant Victor Chaos, Cartman se sépare de Kyle et Stan pour créer une organisation pour voyager dans le passé et faire en sorte que les événements du Spécial Pandémie et du Spécial Vaccination n'aient jamais lieu. Randy, lui, trouvant sa dernière partie de "tégrité" se rend compte que dans tous les scénarios, il provoquera le coronavirus. |   |                                                                                        |             |             |                    |